# Incidenčna matrika
Incidenčna matrika je v matematiki matrika, ki kaže odnos med dvema razredoma objektov. Če se prvi razred označi z {\displaystyle x\,} in drugi z {\displaystyle y\,}, potem ima matrika eno vrstico za vsak element iz {\displaystyle x\,} in en stolpec za vsak element iz {\displaystyle y\,}. V matriki so elementi v vrstici {\displaystyle x\,} in stolpcu {\displaystyle y\,} enaki 1, če sta {\displaystyle x\,} in {\displaystyle y\,} v zvezi in enaki 0, če nista. 

## Definicija
Incidenčna matrika je matrika {\displaystyle n\times m\,}, ki predstavlja graf z n ]]točka (teorija grafov)|točkami]] in m povezavami. Stolpci imajo samo po dva od nič različna elementa. V matrikah, ki pripadajo neusmerjenim grafom, sta po dva elementa enaka 1, v usmerjenih grafih brez zank pa imajo po enkrat vrednost 1 (začetna točka) in enkrat vrednost -1 (končna točka).
Za neusmerjeni graf {\displaystyle g=(v,e)\,}, ki ima {\displaystyle v=\{v_{1},\dots ,v_{n}\}\,} in {\displaystyle e=\{e_{1},\dots ,e_{n}\}\,} ima incidenčna matrika naslednje elemente {\displaystyle b=(b_{ij})\,}. To pomeni, da je:
{\displaystyle b_{ij}:={\begin{cases}1,&{\text{ kadar je }}v_{i}\in e_{j}\\0,&{\text{ sicer}}\end{cases}}}
Za usmerjeni graf brez zank {\displaystyle g=(v,e)\,}, ki ima {\displaystyle v=\{v_{1},\dots ,v_{n}\}\,} in {\displaystyle e=\{e_{1},\dots ,e_{n}\}\,} ima incidenčna matrika naslednje elemente {\displaystyle b=(b_{ij})\,}:
{\displaystyle b_{ij}:={\begin{cases}1,&{\text{ kadar je }}e_{j}=(v_{i},x)\\0,&{\text{ kadar je }}v_{i}\notin e_{j}\\-1,&{\text{ kadar je }}e_{j}=(x,v_{i})\end{cases}}}.

## Zgled
{\displaystyle \leftrightarrow {\begin{bmatrix}e_{1}&e_{2}&e_{3}&e_{4}&e_{5}&e_{6}\\1&0&0&0&1&0&v_{1}\\1&1&0&0&0&1&v_{2}\\0&1&1&0&0&0&v_{3}\\0&0&1&1&0&0&v_{4}\\0&0&0&1&1&1&v_{5}\\\end{bmatrix}}}.

V matriki na desni strani so za lažje razumevanje povezave označene z {\displaystyle e_{1},\dots ,e_{n}\,} (prva vrstica), točke pa z {\displaystyle v_{1},\dots ,v_{n}\,} (zadnji stolpec).
Incidenčno matriko za graf na levi strani se dobi na naslednji način:
- V točko 1 (glej oznako na sliki) prihajata dve povezavi, ki sta označeni z 1 in 5. Tako se dobi prvo vrstico matrike, ki ima elemente 1, 0, 0, 0, 1, 0.
- Druga vrstica pripada točki 2, ki ji pripadajo povezave označene z 1, 2 in 6. To da elemente v drugi vrstici 1, 1, 0, 0, 0 in 1.
- Tretja vrstica pripada točki 3, ki ji pripadata dve povezavi, označeni z 2 in 3. To da tretjo vrstico z elementi 0, 1, 1, 0, 0 in 0.
- Četrta vrstica pripada točki 4, ki ji pripadata samo dve povezavi, označeni s 3 in 4. To da četrto vrstico z elementi 0, 0, 1, 1, 0 in 0.
- Zadnja vrstica pripada točki 5, ki ji pripadajo tri povezave, označene s 4, 5 in 6. To da zadnjo vrstico incidenčne matrike z elementi 0, 0, 0, 1, 1 in 1.

## Teorija grafov

### Usmerjeni in neusmerjeni grafi
V teoriji grafov ima neusmerjeni graf dve vrsti incidenčnih matrik: usmerjene incidenčne matrike in neusmerjene incidenčne matrike. Incidenčna matrika (ali neusmerjena incidenčna matrika) {\displaystyle G\,} je matrika z elementi {\displaystyle b_{ij}\,} z razsežnostjo {\displaystyle p\times q\,}, kjer je {\displaystyle p\,} število točk in {\displaystyle q\,} število povezav. Pri tem je {\displaystyle b_{ij}=1\,}, če sta točka {\displaystyle v_{i}\,} in povezava {\displaystyle x_{j}\,} v povezavi. V vseh drugih primerih pa so elementi enaki 0. 
Incidenčna matrika grafa na desni je matrika, ki ima 4 vrstice in 4 stolpce. 
{\displaystyle {\begin{bmatrix}e_{1}&e_{2}&e_{3}&e_{4}\\1&1&1&0&v_{1}\\1&0&0&0&v_{2}\\0&1&0&1&v_{3}\\0&0&1&1&v_{4}\\\end{bmatrix}}}
Tudi v tem zgledu je za lažje razumevanje dodana vrstica, ki predstavlja štiri povezave {\displaystyle e_{1},e_{2},e_{3},e_{4}\,} in stolpec, ki predstavlja štiri točke {\displaystyle v_{1},v_{2},v_{3},v_{4}\,}. Incidenčno matriko se dobi podobno kot v zgornjem zgledu. 
Incidenčna matrika usmerjenega grafa {\displaystyle D\,} je matrika z razsežnostjo {\displaystyle p\times q\,} in elementi {\displaystyle b_{ij}\,}, kjer {\displaystyle p\,} pomeni število točk in {\displaystyle q\,} \,</math> pomeni število povezav. V matriki imajo elementi {\displaystyle p=\,} vrednost -1, če povezava {\displaystyle x_{j}\,} zapušča točko, in vrednost +1, če vstopa v točko, v vseh drugih primerih pa vrednost 0. Nekateri uporabljajo pri vrednostih nasprotne predznake. 
Usmerjena incidenčna matrika neusmerjenega grafa {\displaystyle G\,} je incidenčna matrika, ki je takšna, kot bi se jo dobilo iz usmerjenega grafa katerekoli usmeritve. To pomeni, da je v stolpcu povezave {\displaystyle e\,} vrednost +1, v vrstici, ki odgovarja točki {\displaystyle e\,} ter -1 v vrstici, k pripada drugi točki povezave {\displaystyle e\,}. V vseh drugih primerih pa imajo elementi vrednost 0.   
Kirchhoffova matrika (Laplaceova matrika) se dobi iz usmerjene incidenčne matrike {\displaystyle M(G)\,} s pomočjo obrazca:
{\displaystyle M(G)M(G)^{T}\!\,,}
kjer je:
- {\displaystyle M(G)\,} incidenčna matrika
- oznaka {\displaystyle T\,} pomeni transponirano incidenčno matriko.